# Mort de Mario González
Pour les articles homonymes, voir Mario González et González.
Le texte peut changer fréquemment, n’est peut-être pas à jour et peut manquer de recul. 
Le titre et la description de l'acte concerné reposent sur la qualification juridique retenue lors de la rédaction de l'article et peuvent évoluer en même temps que celle-ci.
 (avril 2021).
La mort de Mario González, un latino de 26 ans, survient le 19 avril 2021 aux mains d'un agent du département de police d'Alameda (Californie),.
Selon le rapport de l'incident, le département a dit littéralement que González est mort après une «scuffle» («bagarre») et une «physical altercation» («altercation physique») qui ont provoqué une «urgence médicale».
Cependant, dans les images de la caméra corporelle publiées le 27 avril, ça pourrait être vu que Mario González a répondu pacifiquement et pour ne pas avoir fourni son identité, il a été immobilisé contre le sol pendant plus de cinq minutes, jusqu'à ce qu'il perde connaissance,,.